# Palaquium pierrei
Palaquium pierrei är en tvåhjärtbladig växtart som beskrevs av William Burck. Palaquium pierrei ingår i släktet Palaquium och familjen Sapotaceae. Inga underarter finns listade i Catalogue of Life.